# 新庄嘉章

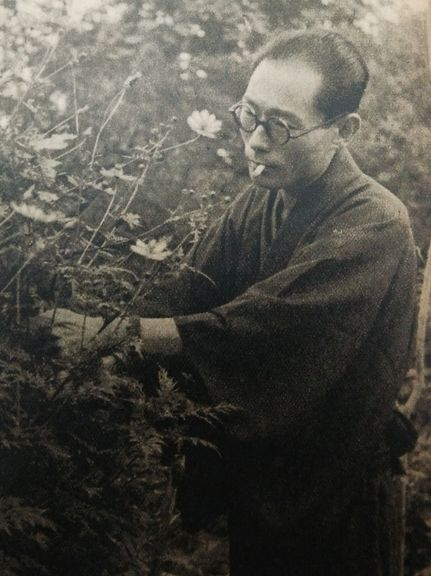
1948年

新庄 嘉章（しんじょう よしあきら、1904年11月10日 - 1997年8月26日）は、日本のフランス文学者。

## 経歴
広島県生まれ。早稲田大学仏文科卒、早稲田大学教授を務めるかたわら、アンドレ・ジッドなどを研究、数多くのフランス文学の翻訳をおこなった。定年退職後、名誉教授。
1984年、『天国と地獄の結婚』で平林たい子文学賞受賞、1990年、日本芸術院賞・恩賜賞受賞、同年に日本芸術院会員。

## 人物エピソード
仏文科教授在職中に、英文科出身の宮城谷昌光から同人小説冊子を送られ、読後、宮城谷を招き早稲田文学編集長だった立原正秋に推薦した。
1964年2月24日、東京中野の料亭「ほととぎす」で開催された「竹の会」の宴席で、木山捷平に暴行し右手薬指を負傷させた。さらに「また売文のネタが一つ増えたじゃないか。それを随筆に書いて、その原稿料で温泉にでも行って来い」と暴言を吐いたため、木山から「握手の被害」（1964年、『日本経済新聞』）ならびに実名小説「薬指」（『風景』1964年9月号）の中で糾弾された。

## 著書ほか
- 『アンドレ・ジイド』（新樹社） 1948
- 『ジイドの文学』（実業之日本社） 1951
- 『ジィド入門』（北辰堂） 1955
- 『フランス文学辞典』（根津憲三共編、東京堂出版） 1972
- 『ロマン・ロラン』（中公新書） 1976
- 『天国と地獄の結婚 ジッドとマドレーヌ』（集英社） 1983

## 翻訳
- 『女の学校・ロベェル』（アンドレ・ジイド、春陽堂） 1933、のち新潮文庫
- 『日記』（アンドレ・ジイド、金星堂） 1933
- 『アドルフ』（バンジャマン・コンスタン、春陽堂） 1934、のち新潮文庫
- 『イザベル』（ジイド、林文雄共訳、春陽堂） 1934、のち新潮文庫
- 『一粒の麦若し死なずば』（根津憲三共訳、金星堂、ジイド全集） 1934
- 『鎖を離れたプロメテ』（根津憲三共訳、金星堂、ジイド全集） 1934、のち角川文庫
- 『ウウジェニイ・グランデ』（オノレ・ド・バルザック、新城和一共訳、春陽堂） 1935
- 『アミンタス』（ジィド、春陽堂） 1935
- 『セザァル・ビロトオ 巴里生活場景』（バルザック、芹沢光治良共訳、河出書房、バルザツク全集5） 1935
- 『閉された庭』（ジュリアン・グリーン、第一書房） 1936
- 『ラムンチョオ』（ピエール・ロティ、白水社） 1938、岩波文庫 1955
- 『上海の嵐 人間の条件』（アンドレ・マルロオ、小松清共訳、改造社） 1938
- 『法王庁の抜穴』（ジイド、太田咲太郎共訳、金星堂） 1939
- 『若き娘たち』（アンリ・ドゥ・モンテルラン、新潮社） 1939、のち新潮文庫
- 『春のない谷間』（ロマン・ルウセル、実業之日本社） 1940
- 『フランスの生きる道』（ドリュ・ラ・ロシェル、利根書房） 1941
- 『世界女流作家全集 第2巻 （フランス篇）』（モダン日本社） 1941
「母と子」（リユシ・ドウラリユ=マルドリウス）
「木蓮・旅」（クレール・サント・ソリーヌ）
「夜明け・灰色の日」（ガブリエル・コレット）
- 『ゲーテとベートーヴェン』（ロマン・ローラン、二見書房） 1942、のち新潮文庫
- 『フランスの聖堂』（オーギュスト・ロダン、二見書房） 1943、創元選書 1984
- 『女の一生』（モーパツサン、二見書房）1946
- 『青春の猟人』（ジャン・プレヴォ、穂高書房） 1946
- 『癩を病む女達』（アンリ・ドウ・モンテルラン、新潮社） 1948、のち新潮文庫
- 『二人の愛人』（アルフレッド・ド・ミュッセ、細川書店） 1948、のち新潮文庫
- 『椿姫』（デュマ・フィス、新人社） 1948、のち新潮文庫
- 『砂漠の女』（ギ・ド・モーパッサン、白桃書房） 1948
- 『悲恋 ヒュグ・ジャルガル』（ヴヰクトル・ユーゴー、角川文庫） 1949
- 『港の女』（モーパツサン、青磁社） 1949
- 『たくらみ』（モオパッサン、白桃書房） 1949
- 『女の一生』（モーパツサン、三笠書房） 1949、のち新潮文庫
- 『秋の断想』（アンドレ・ジイド、筑摩書房） 1950
- 『青春物語』（ヴァレリー・ラルボー、新潮社） 1951
- 『未完の告白』（ジイド、新潮社） 1951、のち新潮文庫
- 『ジイドの日記』第1 - 第5（新潮社） 1951 - 1952、のち新潮文庫（全10巻）
- 『宿命の血』（アンドレ・モロワ、桜井成夫共訳、新潮社） 1952
- 『肉体の悪魔 魔に憑かれて』（レイモン・ラディゲ、早川書房） 1952、のち新潮文庫
- 『秘められた日記』（ジイド、人文書院） 1953
- 『死を前にして』（ジイド、新潮社） 1953
- 『閉された庭』（ジュリアン・グリーン、創元文庫） 1953、のち角川文庫
- 『ガリガイ』（フランソワ・モーリャック、新潮社） 1954
- 『狭き門』（ジイド、河出新書） 1955
- 『美わしきフェルミナ』（ヴァレリイ・ラルボー、新潮文庫） 1955
- 『ジャン・クリストフ』 1 - 8（ロマン・ローラン、新潮文庫） 1956 - 1959、のち改版 全4巻
- 『メグレと無愛想な刑事』（ジョルジュ・シムノン、早川書房） 1957
- 『汚れた女』（ギイ・デ・カール、森乾共訳、大日本雄弁会講談社） 1957
- 『仔羊』（モーリャック、春陽堂書店） 1958
- 『アルマンス』（スタンダール、平岡篤頼共訳、角川文庫） 1958
- 『愛の喪章』（マリ=アンヌ・デマレ、平凡出版） 1958
- 『ライオン ケニアの少女の恋物語』（ジョゼフ・ケッセル、新潮社） 1959
- 『フレミングの生涯』（アンドレ・モロワ、平岡篤頼共訳、新潮社） 1959
- 『赤と黒』（スタンダール、平凡社、世界名作全集7） 1960、のち潮出版社、潮文庫 上・下
- 『ポールとヴィルジニー』（サン・ピエール、角川文庫） 1961
- 『家なき子』（エクトル・マロー、講談社） 1962
- 『苦悩の英雄 ベートーヴェンの生涯』（ロマン・ローラン、角川文庫） 1962
- 『愉快なタルタラン』（アルフォンス・ドーデ、小学館） 1963
- 『愛の砂漠』（モーリャック、中島公子共訳、角川文庫） 1964
- 『現代小説の歴史』（R・M・アルベレス、平岡篤頼共訳、新潮社） 1965
- 『ブヴァールとペキュシェ』（フローベール、筑摩書房、フローベール全集5） 1966
- 『混沌と夜』（アンリ・ド・モンテルラン、新潮社） 1968
- 『お喋りな宝石』（ディドロ、有光書房） 1969
- 『黒いダイヤモンド』（ヴェルヌ、集英社、ヴェルヌ全集19） 1969／文遊社 2014
- 『青い麦』（コレット、二見書房、著作集5） 1970
- 『オーギュスト・ロダン』（R・デシャルヌ、J・F・シャブラン、美術出版社） 1970
- 『倒された樫の木』（アンドレ・マルロー、新潮選書） 1971
- 『危険な関係』上・下（コデルロス・ド・ラクロ、窪田般弥共訳、新潮文庫） 1972、新版 1988
- 『モンテ=クリスト伯』全5巻（アレクサンドル・デュマ・ペール、講談社文庫） 1974
- 『脂肪の塊 / テリエ館』（モーパッサン、講談社文庫） 1978
- 『人間の条件』（アンドレー・マルロー、小松清共訳、新潮文庫） 1978
- 『アドリエンヌ・ムジュラ』（ジュリアン・グリーン、人文書院、全集1） 1979
- 『大グマと綱わたりの少女』（ジャン－クロード・ブリスビル、集英社） 1980
- 『ジッドの日記（改訳決定版）』 第1-3(未完)（小沢書店） 1992 - 1999／完本版(第1-5)（日本図書センター） 2003